# Blaverismo
O blaverismo (em catalão blaverisme) é um movimento político de reação contra a corrente pancatalanista do nacionalismo valenciano na Comunidade Valenciana. Deve o seu nome à defesa por parte deste movimento da faixa azul (blava em catalão) na Bandeira da Comunidade Valenciana. Esta denominação tinha originalmente uma conotação negativa; que ainda se mantém entre os grupos sociais e políticos que consideram o blaverismo como um tipo de ultradireita—, apesar de ser modernamente assumida e reivindicada por alguns dos seus integrantes para se diferenciarem de outros movimentos que, do mesmo jeito, se autoproclamam também valencianistas, mas contrários do secessionismo linguístico.
O blaverismo é um movimento originalmente populista e heterogêneo, de base espanholista e nascido na segunda metade do século XX e durante a Transição Espanhola, que reúne setores de ideologia maioritariamente regionalista ou foralista. O movimento tem especial fixação na capital e as comarcas limítrofes; também tem partidários na área de Alicante e Castelló.

## Surgimento do blaverismo
Há dois pontos de vista sobre o surgimento do blaverismo. Os dois são parcialmente complementares, e as diferentes sensibilidades políticas vão pôr mais ênfase em um ou outro.

### Reacção aofusterianismo
O blaverismo, segundo os seus partidários e alguns dos seus críticos, surge como reação às teses pancatalanistas do escritor valenciano Joan Fuster. Fuster, no seu ensaio Nosaltres els valencians (1962) e outros escritos, promulga um nacionalismo essencialista, baseado fundamentalmente na língua e em factores culturais (ainda também, em menor grau, étnicos) e conclui, após uma análise histórica da identidade valenciana muito influida pelo marxismo, que os valencianos, maioritariamente ou essencialmente, partilham nacionalidade com os seus vizinhos catalães.
Estas teses triunfarão entre boa parte da intelectualidade e dos universitários dos anos 1960, pela sua componente claramente antifranquista e de ruptura, que à sua vez contagiara a toda a esquerda (cujos partidos políticos adotaram maioritariamente a bandeira de quatro barras (catalã) e o termo País Valencià, mesmo quando rejeitaram o pancatalanismo). A ruptura fusteriana não foi projetada só em relação com o franquismo, senão também com o valencianismo anterior à Guerra Civil Espanhola.
A ruptura interna do valencianismo provocada pelo surgimento do novo valencianismo fusteriano teria favorecido a derivação (e o notável sucesso) duma parte do valencianismo tradicional dirigido para focagens claramente anticatalanistas, produzindo o blaverismo. Este movimento irá se apropriar dum determinado universo simbólico ao qual o novo valencianismo de raiz fusteriana tinha renunciado, arrastando para as suas focagens os participantes do que, seguindo ao mestre A. Ariño, se pode chamar um valencianismo emotivo ou temperamental.
É importante enfatizar que o que definirá o blaverismo não será a denuncia do argumento essencialista fusteriano como falacioso, senão a sua resposta igualmente essencialista mais antagónica. A frase de Fuster: "Não é que a bandeira valenciana seja igual que a catalã. É a mesma coisa. Igual que a língua e tantas outras coisas", o blaverismo responderá com uma negação rotunda da ideia de ambas comunidades partilharem algum destes aspetos.

### A transição democrática e a UCD
Alguns críticos do blaverismo, particularmente desde a esquerda, relativizam a importância do ponto de vista anterior e consideram um anacronismo o facto de, enquanto o fusterianismo nascer com a publicação de Nosaltres els valencians no 1962, o blaverismo não se tiver manifestado até 1977, em plena transição democrática. De facto, o livro de Fuster será publicado no 1962 pela valencianista Editorial Torre sem problema algum.
Pelo contrário, estes críticos põem ênfase no papel que teriam jogado ao respeito políticos da União de Centro Democrático (UCD) valenciana como Fernando Abril Martorell, Manuel Broseta e Emilio Attard, que depois das primeiras eleições democráticas do 1977, as quais ganhou a esquerda na Valência, teriam decidido apanhar a bandeira do anticatalanismo para travar o avance dos socialistas, comunistas e nacionalistas partidários de uma boa vizinhança com a Catalunha, e aos que se terá acusado de catalanistas ou catalanizadores. A primeira declaração anticatalanista dum dirigente da UCD corresponderá a Attard, máximo dirigente da província de Valência, em Dezembro do 1977. Em 1978, o escritor Vicent Andrés i Estellés é expulso como redator chefe do diário Las Provincias por supostas pressões políticas procedentes da UCD, e em Junho do mesmo ano publica-se no mesmo diário o artigo de Manuel Broseta, primeiro de uma série de colaborações estruturadoras das ideias anticatalanistas e da hipotética estratégia da UCD nesta questão.
A identificação da UCD com o ideário blavero terá chegado a ser absoluta. Durante as negociações do Estatuto Valenciano, a UCD defendeu: a) a bandeira coroada tricolor, contra a quatribarrada que defendiam os proponentes socialistas e comunistas; b) a denominação valenciano para a língua de seu constaria sem referência alguma a sua filiação lingüística; c) a denominação de Reino de Valência para a comunidade autônoma, contra a de País Valencià que defendia a esquerda. Apesar da sua posição minoritária, a UCD valenciana fez valer a sua capacidade de bloqueio para impor as suas teses em todos estes pontos, a exceção do último. Finalmente, a UCD estatal rejeitará a denominação País Valenciano no Congresso dos Deputados e terminaram por adotar a nova denominação, sugerida por Emilio Attard, de Comunidad Valenciana.
Igualmente, segundo estes críticos, teria-se favorecido a infiltração de destacados elementos da direita franquista no valencianismo tradicional. De feito, Attard chegou a incorporar no 1978 à UCD, como militantes, a membros do ultra-direitista Grupo de Acción Valencianista, fundado no ano anterior.
Estes elementos ultradireitistas encabeçarão os sectores mais extremistas e mais agressivos do movimento, e lhe serão atribuídas lhes diversas ações em 1977 e 1978, como a colocação de bombas contra livrarias, insultos e ataques a autoridades democráticas na processão cívica do 9 de Outubro, desqualificações e perseguições desde médios de comunicação de instituições e pessoas por catalanistas, agressões físicas e queima de locais públicos. Este tipo de ações continuará em anos sucessivos: a queima da senyera oficial do Consell Preautonómico (sem a banda azul coroada) no balcão do governo municipal de Valência em Outubro do 1979, e a agressão a membros do Conselho Valenciano de Cultura na primavera de 1998 serão algumas das que terão mais repercussão. As duas principais figuras públicas do novo valencianismo, Manuel Sanchis Guarner e Joan Fuster, foram o alvos dos atentados com bomba em 1978 e 1981 respectivamente, dos quais não se responsabilizará nenhum grupo nem pessoa alguma será imputada: porém o Grupo de Ação Valencianista fez apologia do primeiro destes atentados na sua revista "SOM" em Outubro do 2002, quando o delito já tinha prescrito.

## Os símbolos
O blaverismo define-se, acima de todo, pela sua negação da existência de elementos simbólicos e culturais importantes que compartilhados por catalães e valencianos.

### A bandeira
A tradicional senyera tricolor valenciana com a faixa azul coroada junto ao mastro, é desde a segunda metade do século XIV, por privilégio real, o símbolo privativo ou oficial da cidade de Valência. Se este símbolo da cidade resultava ou não aplicável por extensão ao resto do Reino, é uma questão para a que existe uma margem de discussão desde o ponto de vista académico. Em qualquer caso, a extensão deste símbolo privativo fora da Cidade de Valência e as suas comarcas adjacentes foi limitada, e a senyera do Rei (quatribarrada), comum a todos os territórios da Coroa de Aragão, será também seguida em boa parte do território.
Com o ressurgimento do valencianismo ou sentimento identitário valenciano, a finais do século XIX e princípios do XX, a bandeira tricolor adquirirá un carácter protagonista como símbolo privativo que nalgumas ocasiões compartilhará com a senyera quatribarrada nua (que será também honrada como o Pendão da Conquista, topado o 1838).
O valencianismo pancatalanista fusteriano promoverá o uso exclusivo da senyera quatribarrada nua (à que considerará a bandeira legítima do antigo Reino de Valêcia) como símbolo compartilhado com o resto dos territórios de fala catalã. A isso responderá o valencianismo blaveiro com o uso, agora exclusivo, da bandeira tricolor, ainda que não são os únicos que defendem esta insígnia, ainda que seja unha das suas características identitárias principais.
A conotação negativa que tinha originalmente o termo blaveiro provém do feito de que, desde o ponto de vista estritamente heráldico, a franja azul é um elemento menor, e os elementos substanciais som as barras vermelhas sobre fundo amarelo e a coroa. Con todo, os blaveiros tratarão de acrescentar a franja azul por todas as partes, ata nos escudos de municípios e entidades, o qual é uma impossibilidade heráldica.
No Estatuto de Autonomia de 1982 a senyera tricolor coroada será designada bandeira oficial da Comunidade Valenciana.

### A língua
Sem dúvida, a vertente lingüística do movimento é o seu traço mais definitório tal e como assumem os principais dicionários valencianos.
Por oposição à caracterização por Joan Fuster dos valenciano-falantes como pertencentes à nacionalidade catalã, os blaveros advogarão por um uso dialectalizante do valenciano, e rejeitarão as unitaristas Normas de Castelló de 1932 para optar pelas diferentes normativas ortográficas secessionistas do catalão propostas pela Real Academia de Cultura Valenciana a partir de 1978. Este processo iniciará-se com o ensaio de Miquel Adlert En defensa de la llengua valenciana: perqué i cóm 'ha d'escriure la que es parla (1977) e os protagonistas do mesmo serão o próprio Adlert e o poeta Xavier Casp, quem evolucionaram durante os anos 1970 desde unha postura unitarista inicial.
O blaverismo lingüístico cultivará importantes êxitos durante os primeiros anos da sua andaina, no que se chamou Guerra da Língua. Em Outubro de 1979, as suas teses imporão-se em Lo Rat Penat, instituição símbolo do valencianismo cultural. Em Março de 1981, poucos dias antes de começar as negociações do Estatuto, a UCD dará o seu apoio às Normas del Puig da RACV que foran assinadas esse mesmo mês. Ata o Estatuto de Autonomia chegará a publicar-se no Diário Oficial da Generalitat Valenciana o 15 de Julho de 1982 com esta última normativa ortográfica. Contudo, apesar destes êxitos iniciais, os intentos de institucionalizar estas normas pronto fracassarão, por rações tanto políticas (afundamento da UCD) como culturais (amplo rejeitamento na comunidade científica e universitária) e sociológicas (a limitada difusão que chegarão a ter entre os falantes).
Em 2001 constituirá-se a Academia Valenciana da Língua (AVL), única autoridade lingüística oficial na Comunidade Valenciana e não subordinada ao Instituto de Estudos Catalães. O objetivo manifesto por parte dos partidos políticos valencianos maioritários será o deixar, deste jeito, fora do debate político o tema da língua. No preâmbulo da sua Lei de criação 7/1998, do 16 de Setembro, diz-se que: «O valenciano, idioma histórico e próprio da Comunidade Valenciana, forma parte do sistema lingüístico que os correspondentes estatutos de autonomia dos territórios hispánicos da antiga Coroa de Aragão recoñecen como língua própria.» Assim mesmo, o Artigo 3 da já citada Lei declara que uma das suas funções será «velar por [...] a normativização consolidada, a partir das chamadas Normas de Castelló». O ingresso na Academia Valenciana da Língua de Xavier Casp, quando ainda era decano da Real Academia de Cultura Valenciana, suporá um duro golpe para o blaverismo.
Esta postura unitarista da AVL será referendada num ditame aprovado por unanimidade o 9 de Fevereiro de 2005 (Ditame sobre os princípios e critérios para a defesa da denominação e a entidade do valenciano), no que se afirma que «a língua própria e histórica dos valencianos, desde o ponto de vista da filologia, é também a que compartilham as comunidades autónomas de Catalunha e as Ilhas Baleares, e o Principado de Andorra.» Este último ditame será assumido pela Generalitat Valenciana e pela totalidade das forças políticas com representação no Parlamento valenciano.

## Evolução do blaverismo
O blaverismo teve várias expressões políticas definidas depois do desaparecimento da UCD, entre elas destaca o partido Unió Valenciana, fundado em 1982, que formou parte de governos locais e autonómicos.
Fruto da heterogeneidade deste movimento, é importante destacar a existência de vários grupos como o que pode representar a extinta Joventut Valencianista, nascidos no seio do blaverismo e que durante os anos 1990 evoluíram para a posicionamentos nacionalistas e que nalguns casos fizeram também com reflexões provenientes da tradição fusteriana numa tentativa de convergência batizada como terceira via.
Este e outros processos, por exemplo a constitução da Academia Valenciana da Língua ou a substituição parcial do discurso praticado pelos fusterianistas (visualizado por uma ala importante da sociedade valenciana como "tentativa anexionista") minguaram a força social deste movimento.